# 대구부계초등학교 의흥분교
대구부계초등학교 의흥분교는 대한민국 대구광역시 군위군 의흥면 읍내리에 있는 공립 초등학교이다.

## 학교 연혁
- 1909년 4월 25일 사립 의흥학교(향교에서 창립)
- 1911년 1월 7일 의흥공립보통학교 설립 인가
- 1911년 7월 24일 의흥공립보통학교 개교(4년제) 개편
- 1921년 7월 4일 6년제로 인가
- 1938년 4월 1일 구산공립심상소학교 개편
- 1941년 4월 1일 구산공립국민학교 개편
- 1945년 9월 24일 의흥국민학교 개편
- 1984년 8월 31일 실내체육관 준공
- 1985년 2월 10일 급식실 준공
- 1988년 9월 26일 의육지(다목적관찰지) 설치
- 1996년 3월 1일 의흥초등학교 개편
- 1999년 3월 1일 의흥동부초등학교 폐교 및 본교 통폐합
- 2001년 5월 24일 도서실, 컴퓨터실, 역사관, 샤워실 준공
- 2008년 3월 1일 고로초등학교 폐교 및 본교 통폐합
- 2009년 11월 18일 Wee클래스(상담실)개관
- 2010년 3월 1일 특수학급 설치
- 2013년 3월 1일 석산초등학교 분교장 격하 편입
- 2022년 3월 1일 제41대 윤병순 교장 부임
- 2022년 2월 11일 제109회 졸업식 (8명 졸업, 합계 7,328명)
- 2023년 7월 1일 대구광역시 편입 및 대구의흥초등학교 개편
- 2025년 6월 1일 대구부계초등학교 분교장 격하 편입, 석산분교장 이관[1]

## 학교 상징
- 교목 - 은행나무

나무의 기둥이 곧고 튼튼하여 모든 건축에서 대들보로 이용되듯이, 나무는 학교 전통의 기반이 된다. 잎은 부채꼴로 녹색에서 가을이면 일제히 노란색으로 변하여 아름답고 귀여운 의흥 어린이를 상징하며, 열매 또한 사랑스러운 모양으로 식용과 약용으로 긴요하게 쓰여 알차고 유용한 인재를 상징한다.
- 교화 - 붉은명자

이른 봄부터 피기 시작하는 빨강색의 꽃은 상냥스러우며 정열이 넘쳐흐른다. 그 향기 그윽하여 널리 이름을 떨침을 의미하며, 수 많은 꽃이 잇달아 오래도록 피엇서 무궁한 발전을 상징하고, 가지 많은 떨기나무에 굵직한 열매가 노랗게 맺어 향기를 내뿜는 모습은 보람있는 결과를 약속한다.

## 참고 자료
- 대구부계초등학교 의흥분교 - 한국교육학술정보원 학교알리미